# Emmanuel Lemelson
Emmanuel Lemelson, nato Gregory Manoli Lemelson (Phoenix, 29 giugno 1976), è un presbitero e imprenditore statunitense.

## Biografia

### Primi anni di vita e istruzione
Emmanuel Lemelson da bambino Gregory Manoli Lemelson è nato a Phoenix in Arizona, è figlio di padre ebreo e madre cristiana. Ha frequentato l'Università di Seattle, dove ha conseguito il Bachelor of Arts in Teologia e studi religiosi nel 1999, e poi il Greek College of the Holy Cross Greek Orthodox Theological School a Brookline, Massachusetts, dove ha ricevuto il suo Master of Divinity nel 2003.

### Uomo d'affari
Lemelson ha scritto della sua prima esperienza lavorativa vendendo caramelle sull'autobus di ritorno da scuola in prima media. Nel 1994, ha lanciato un'attività di vendita al dettaglio di fotografia e nel 1999 ha fondato Amvona dalla sua stanza del dormitorio del college. L'azienda, che vendeva accessori fotografici, è cresciuta rapidamente, generando entrate per quasi 40 milioni di dollari.
Tra il 1999 e il 2010, Amvona ha venduto oltre un milione di accessori fotografici a 300.000 clienti ed è stato uno dei dieci siti web di vendita al dettaglio a pagamento online più visitati. L'azienda ha anche registrato diversi brevetti, tra cui software proprietario per collegare i propri clienti tramite profili utente, recensioni di prodotti, dati EXIF e software di monitoraggio online. Una tecnologia simile è stata utilizzata da altri siti per monitorare l'attività degli utenti.

### Sacerdote greco-ortodosso
È stato nominato sacerdote greco-ortodosso il 23 luglio 2011: il giorno successivo ha ricevuto il nome religioso Emmanuel. È stato nominato alla Diocesi ortodossa albanese d'America, presso la parrocchia ortodossa albanese della Santissima Trinità a South Boston, nel gennaio 2016.
Nel dicembre 2012, Lemelson ha stabilito una fondazione senza scopo di lucro volta a sostenere progetti religiosi, caritativi ed educativi con un'attenzione particolare a quelli associati al Patriarcato ecumenico. Sin dal suo inizio, ne è stato presidente.
Nel novembre 2014, Lemelson era un membro della delegazione della Chiesa ortodossa all'incontro del Patriarca ecumenico Bartolomeo I e Papa Francesco a Istanbul. Ha affermato che cattolici e ortodossi sarebbero tornati presto di nuovo insieme e che ulteriori progressi verso la riconciliazione sono stati compiuti attraverso l'incontro dei due leader.

### Commentatore sociale
Nel 2010, Lemelson ha iniziato a scrivere su argomenti di investimento, tra cui analisi della sicurezza, filosofia ed etica degli investimenti cristiani . I suoi scritti sui titoli garantiti da ipoteca sono stati ampiamente citati.

### Vita personale
Lemelson vive a Southborough, Massachusetts ed è sposato con Theodore Anjeza Lemelson e a partire dal 2015 ha quattro figli.